# Прапор Таллінна
Прапор Таллінна (ест. Tallinna lipp) є офіційним символом Таллінна — столиці Естонії.

## Опис
Прапор Таллінна складається з трьох синіх і трьох білих смуг однакової ширини, що чергуються. Синя вище, біла нижче. Співвідношення сторін прапора — 1:2, і нормальним розміром вважається 1600×800 мм.